# Équipe de Roumanie de football au Championnat d'Europe 1984
L'équipe de Roumanie de football participe à sa 1er phase finale de championnat d'Europe lors de l'édition 1984 qui se tient en France du 12 juin 1984 au 27 juin 1984.
Les Roumains terminent à la dernière place du groupe 2 avec un seul point.

## Phase qualificative
La phase qualificative est composée de quatre groupes de cinq nations et trois groupes de quatre nations. Les sept vainqueurs de poule se qualifient pour l'Euro 1984 et ils accompagnent la France, qualifiée d'office en tant que pays organisateur. La Roumanie remporte le groupe 5.
| Rang | Équipe          | Pts | J | G | N | P | Bp | Bc | Diff |  | Résultats (▼ dom., ► ext.) |     |     |     |     |     |
| ---- | --------------- | --- | - | - | - | - | -- | -- | ---- |  | -------------------------- | --- | --- | --- | --- | --- |
| 1    | Roumanie        | 12  | 8 | 5 | 2 | 1 | 9  | 3  | +6   |  | Roumanie                   |     | 2-0 | 0-1 | 1-0 | 3-1 |
| 2    | Suède           | 11  | 8 | 5 | 1 | 2 | 14 | 5  | +9   |  | Suède                      | 0-1 |     | 1-0 | 2-0 | 5-0 |
| 3    | Tchécoslovaquie | 10  | 8 | 3 | 4 | 1 | 15 | 7  | +8   |  | Tchécoslovaquie            | 1-1 | 2-2 |     | 2-0 | 6-0 |
| 4    | Italie          | 5   | 8 | 1 | 3 | 4 | 6  | 12 | -6   |  | Italie                     | 0-0 | 0-3 | 2-2 |     | 3-1 |
| 5    | Chypre          | 2   | 8 | 0 | 2 | 6 | 4  | 21 | -17  |  | Chypre                     | 0-1 | 0-1 | 1-1 | 1-1 |     |

## Phase finale

### Groupe 2
| Groupe 2 |                      |     |   |   |   |   |    |    |      |
|          | Équipe               | Pts | J | G | N | P | BP | BC | Diff |
| 1        | Espagne              | 4   | 3 | 1 | 2 | 0 | 3  | 2  | +1   |
| 2        | Portugal             | 4   | 3 | 1 | 2 | 0 | 2  | 1  | +1   |
| 3        | Allemagne de l'Ouest | 3   | 3 | 1 | 1 | 1 | 2  | 2  | 0    |
| 4        | Roumanie             | 1   | 3 | 0 | 1 | 2 | 2  | 4  | -2   |

| 14 juin | Allemagne de l'Ouest | 0 | 0 | Portugal |
| 14 juin | Roumanie             | 1 | 1 | Espagne  |
| 17 juin | Allemagne de l'Ouest | 2 | 1 | Roumanie |
| 17 juin | Portugal             | 1 | 1 | Espagne  |
| 20 juin | Allemagne de l'Ouest | 0 | 1 | Espagne  |
| 20 juin | Portugal             | 1 | 0 | Roumanie |

| 14 juin 1984                      | Espagne             | 1 – 1 | Roumanie   | Stade Geoffroy-Guichard, Saint-Étienne         |                                                |
| 20:30 · Historique des rencontres | Carrasco 22e (pen.) |       | Bölöni 35e | Spectateurs : 17 012 Arbitrage : Alexis Ponnet | Spectateurs : 17 012 Arbitrage : Alexis Ponnet |
| 20:30 · Historique des rencontres | (Rapport)           |       |            | Spectateurs : 17 012 Arbitrage : Alexis Ponnet | Spectateurs : 17 012 Arbitrage : Alexis Ponnet |

| 17 juin 1984                      | Allemagne de l'Ouest | 2 – 1 | Roumanie  | Stade Félix-Bollaert, Lens                  |                                             |
| 17:15 · Historique des rencontres | Völler 25e, 66e      |       | Coras 46e | Spectateurs : 31 803 Arbitrage : Jan Keizer | Spectateurs : 31 803 Arbitrage : Jan Keizer |
| 17:15 · Historique des rencontres | (Rapport)            |       |           | Spectateurs : 31 803 Arbitrage : Jan Keizer | Spectateurs : 31 803 Arbitrage : Jan Keizer |

| 20 juin 1984                      | Portugal  | 1 – 0 | Roumanie | Stade de la Beaujoire, Nantes                  |                                                |
| 20:30 · Historique des rencontres | Nené 81e  |       |          | Spectateurs : 24 266 Arbitrage : Heinz Fahnler | Spectateurs : 24 266 Arbitrage : Heinz Fahnler |
| 20:30 · Historique des rencontres | (Rapport) |       |          | Spectateurs : 24 266 Arbitrage : Heinz Fahnler | Spectateurs : 24 266 Arbitrage : Heinz Fahnler |

## Effectif
Sélectionneur : Mircea Lucescu
| No. | Pos.      | Joueur             | Date de naissance et âge | Sélec. | Club                     |
| --- | --------- | ------------------ | ------------------------ | ------ | ------------------------ |
| 1   | Gardien   | Silviu Lung        | 9 septembre 1956         |        | FC Universitatea Craiova |
| 2   | Défenseur | Mircea Rednic      | 19 avril 1962            |        | Dinamo Bucarest          |
| 3   | Défenseur | Costică Ştefănescu | 26 mars 1951             |        | FC Universitatea Craiova |
| 4   | Défenseur | Nicolae Ungureanu  | 11 novembre 1956         |        | FC Universitatea Craiova |
| 5   | Milieu    | Aurel Țicleanu     | 20 janvier 1959          |        | FC Universitatea Craiova |
| 6   | Défenseur | Gino Iorgulescu    | 15 mai 1956              |        | Sportul Studenţesc       |
| 7   | Attaquant | Marcel Coraş       | 14 mai 1959              |        | Sportul Studenţesc       |
| 8   | Défenseur | Michael Klein      | 10 octobre 1959          |        | FC Corvinul Hunedoara    |
| 9   | Attaquant | Rodion Cămătaru    | 22 juin 1958             |        | FC Universitatea Craiova |
| 10  | Milieu    | László Bölöni      | 11 mars 1953             |        | ASA Târgu Mureș          |
| 11  | Milieu    | Gheorghe Hagi      | 5 février 1965           |        | Sportul Studenţesc       |
| 12  | Gardien   | Dumitru Moraru     | 1er mai 1956             |        | Dinamo Bucarest          |
| 13  | Défenseur | Ioan Andone        | 15 mars 1960             |        | Dinamo Bucarest          |
| 14  | Milieu    | Mircea Irimescu    | 13 mai 1959              |        | FC Universitatea Craiova |
| 15  | Milieu    | Marin Dragnea      | 1er janvier 1956         |        | Dinamo Bucarest          |
| 16  | Défenseur | Nicolae Negrilă    | 23 juillet 1954          |        | FC Universitatea Craiova |
| 17  | Attaquant | Ion Adrian Zare    | 11 mai 1959              |        | FC Bihor Oradea          |
| 18  | Milieu    | Ionel Augustin     | 11 octobre 1955          |        | Dinamo Bucarest          |
| 19  | Attaquant | Romulus Gabor      | 14 octobre 1961          |        | FC Corvinul Hunedoara    |
| 20  | Gardien   | Vasile Iordache    | 9 octobre 1950           |        | Steaua Bucarest          |

## Navigation